# Oinassaari (ö i Egentliga Finland)
Oinassaari är en ö i Finland.   Den ligger i kommunen Nystad i den ekonomiska regionen Nystadsregionen och landskapet Egentliga Finland, i den sydvästra delen av landet, 210 km väster om huvudstaden Helsingfors. Arean är 11,8 kvadratkilometer.
Terrängen på Oinassaari är mycket platt. Öns högsta punkt är 21 meter över havet. Den sträcker sig 5,3 kilometer i nord-sydlig riktning, och 6,7 kilometer i öst-västlig riktning.